# حزقيال لايرا
حزقيال لايرا (بالإسبانية: Juan Larrea)‏ هو مبارز بالسيف أرجنتيني، ولد في 17 أبريل 1935 في بوينس آيرس في الأرجنتين.

## وصلات خارجية
- حزقيال لايرا على موقع أوليمبيديا (الإنجليزية)